# Vườn

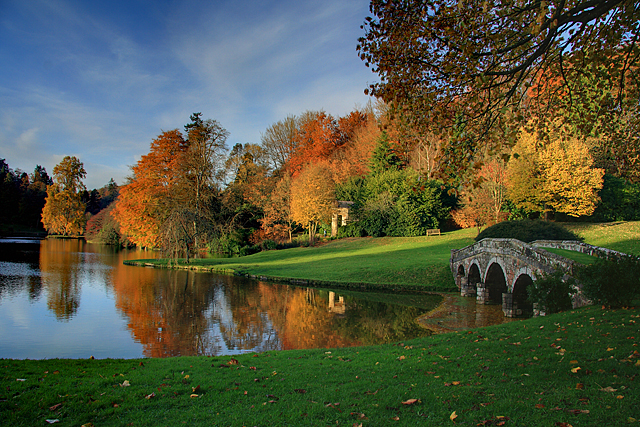
Các sắc màu mùa thu ở vườn phong cảnh Stourhead không trồng hoa

Vườn là một không gian quy hoạch, thường ở ngoài trời, dùng để trồng trọt, trưng bày, hay thưởng thức các loài thực vật và các dạng tự nhiên khác, với lý tưởng dành cho cuộc sống xã hội hay cá nhân của con người. Tính kiểm soát là đặc điểm duy nhất có thể xác định ngay cả với một vườn hoang dã nhất. Tức là, bất kỳ khu vườn nào đều có thể có sự kiểm soát ranh giới và sắp đặt những thứ bên trong vườn từ bàn tay con người. Vườn có thể được xây dựng từ sự kết hợp giữa các vật liệu tự nhiên và vật liệu nhân tạo.
Vườn thường chứa các thiết kế như tượng, folly, pergola, trellis, stumpery, các rãnh đá khô (đường đi nhỏ bằng đá) và các đặc điểm liên quan đến nước như đài phun nước, vườn ao (có hoặc không có hồ cá koi), thác hoặc những con lạch nhỏ. Một số khu vườn chỉ để làm cảnh, trong khi một số khác dùng để sản xuất cây lương thực, đôi khi ở những khu vực tách biệt, hoặc đôi khi xen kẽ với các cây cảnh. Chúng ta có thể phân biệt các khu vườn sản xuất thực phẩm với các trang trại thông qua các đặc điểm: vườn có quy mô nhỏ hơn, với các phương pháp dùng sức nhiều hơn và mục đích sử dụng (để tận hưởng một sở thích hoặc tự cung tự cấp thay vì sản xuất để bán như trong các khu vườn chợ). Việc dạo chơi hay ngắm nhìn các vườn hoa với nhiều loại cây với độ cao, màu sắc, kết cấu và hương thơm khác nhau tạo sự thích thú và làm thỏa mãn các giác quan của con người.
Khu vườn dân cư hay khu vườn công cộng là hình thức phổ biến nhất hiện nay, tuy nhiên theo truyền thống thuật ngữ vườn là một hình thức có tính chung chung hơn. Vườn bách thú là nơi sinh sống của các loài động vật mô phỏng lại môi trường tự nhiên của chúng, trước đây được gọi là vườn động vật. Các khu vườn phương Tây hầu hết dựa trên thực vật, với từ garden, thường có nghĩa là bao vây, thường là có nghĩa là một dạng rút gọn của vườn bách thảo. Tuy nhiên, một số kiểu vườn truyền thống của phương Đông, chẳng hạn như vườn đá Nhật Bản, sử dụng ít thực vật hơn hoặc hoàn toàn không sử dụng. Mặt khác, các khu vườn cảnh, chẳng hạn như vườn phong cảnh được phát triển lần đầu tiên vào thế kỷ 18, có thể không trồng hoa.

## Từ nguyên
Nguồn gốc của "gardening" có nghĩa là bao vây: xuất phát tiếng Anh Trung cổ (Middle English) gardin, từ tiếng Pháp-Anglo gardin, jardin, có nguồn gốc tiếng Đức; tương tự như tiếng Đức cổ (Old High German) gard, gart, một sự bao vây hoặc hợp chất, như trong Stuttgart. Xem gord (khảo cổ học) để biết từ nguyên đầy đủ hơn. Các từ yard, court, và tiếng Latin hortus (nghĩa là "garden", do đó nghề làm vườn và vườn cây ăn quả), là các từ có từ nguyên chung (cognate) — tất cả đều đề cập đến một không gian kín.
Từ "garden" trong Tiếng Anh Anh có nghĩa là một khu vực đất nhỏ được rào giậu, thường bên cạnh một tòa nhà. Từ này được xem là sân trong Tiếng Anh Mỹ.

## Lịch sử

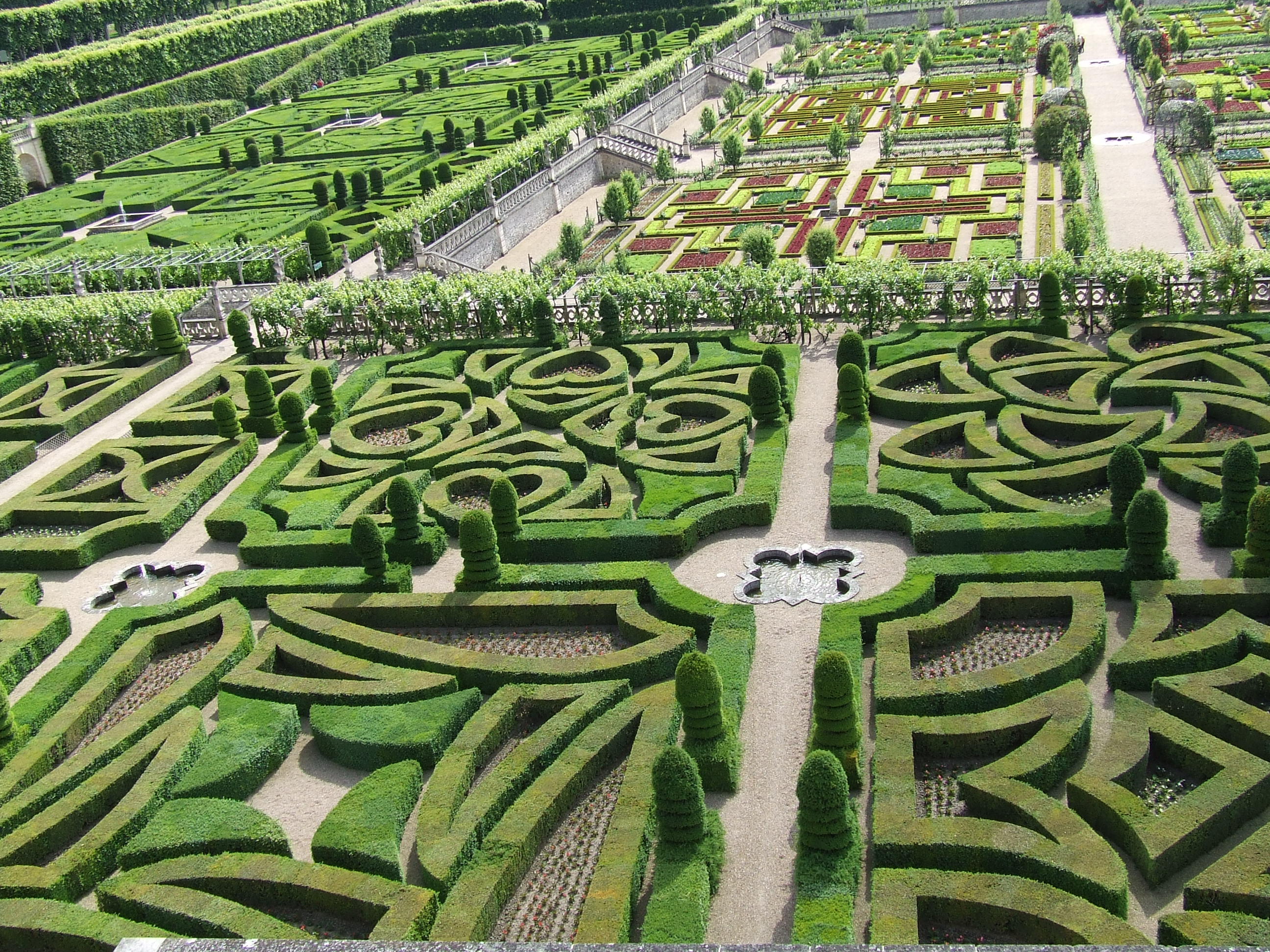
Tổ hợp nhiều khu vườn thắt nút (knot garden) được thiết kế với nhiều hình dạng nghệ thuật ở Château de Villandry, Pháp

Văn hóa làm vườn có gốc rễ sâu vào thời cổ đại, khi Alexandros Đại đế được cho là bị kinh ngạc bởi vẻ tráng lệ của các khu vườn ở Babylon. Homer kể về khu vườn Alcinous với sự màu mỡ và sự cân xứng về hình dạng. Người La Mã nổi tiếng với việc trồng các khu vườn với sự giàu có của châu Á.
Mãi đến thế kỷ thứ 16, làm vườn mới được công nhận là một hình thức nghệ thuật ở châu Âu khi xuất hiện ở các diễn ngôn chính trị, là một biểu tượng của khái niệm "nền cộng hòa lý tưởng". Làm vườn gợi lên hình ảnh không tưởng về vườn Eden, một thời kỳ phong phú và sung túc khi con người không biết đến đói kém hay những mâu thuẫn phát sinh từ việc tranh chấp tài sản. Vào đầu thế kỷ 17, John Evelyn đã viết "không có một cuộc sống vất vả nào hơn là cuộc sống của một người làm vườn tốt bụng; nhưng là một cuộc sống lao động đầy yên bình và thỏa mãn; có tính Thiên nhiên và Học hỏi, và như thế (nếu có) góp phần vào sự Ngoan đạo và sự Chiêm ngưỡng." Trong thời đại của sở hữu đất, chủ nghĩa tập thể nông nghiệp của phong kiến châu Âu đã được lý tưởng hóa trong văn học là "những ảo tưởng về việc giải phóng quay về vườn và nơi hoang dã".
Trước kỷ nguyên thẩm mỹ lý tưởng, ở Anh có rất ít khu vườn nổi bật phát triển từ sự ảnh hưởng của lục địa châu Âu. Truyền thống làm vườn trong nước ở Anh chủ yếu với mục đích thực tế hơn là tính thẩm mỹ, khác với các khu vườn lớn chủ yếu ở khuôn viên lâu đài và ít phổ biến hơn là ở các trường đại học. Các khu vườn Tudor nhấn mạnh sự tương phản hơn là chuyển tiếp, có thể phân biệt bằng màu sắc và ảo ảnh. Chúng không có mục đích bổ sung cho ngôi nhà hay kiến trúc mà hình thành như những không gian độc lập, được bố trí để trồng và trưng bày các loại hoa và cây cảnh. Những người làm vườn thích thể hiện tính nghệ thuật ở các vườn knot, với những cách sắp xếp phức tạp thường bài trí với các loài thuộc chi hoàng dương đan xen với nhau, và với những loại thảo mộc ít phổ biến hơn như hương thảo. Các con đường trải cát chạy giữa hàng rào của những nút mở, trong khi những nút kín được phủ đầy bởi những bông hoa đơn sắc. Các khu vườn thắt nút và parterre luôn được thiết kế trên mặt đất bằng phẳng và các khu vực trên cao dành riêng cho các bậc thang mà từ đó người ta có thể nhìn thấy tổng thể về sự phức tạp của khu vườn.
Vào năm 1624, Henry Wotton mô tả các khu vườn Jacobean là "một sự lầm lẫn thú vị". Dưới sức ảnh hưởng của thời kỳ Phục hưng Ý, các khu vườn Caroline bắt đầu loại bỏ một số thứ lộn xộn của các thiết kế trước đó, đánh dấu sự khởi đầu của một xu hướng hợp nhất đối xứng, có tính đến kiến trúc của tòa nhà và có sân thượng trên cao để có thể quan sát ngôi nhà và khu vườn. Khu vườn Caroline duy nhất còn sót lại nằm tại Bolsover Castle ở Derbyshire, nhưng với thiết kế quá đơn giản để có thể thu hút nhiều sự quan tâm.
Vào giữa thế kỷ 17, thiết kế đối xứng trục đã trở nên nổi tiếng trong các truyền thống làm vườn ở Pháp của André Mollet và Jacques Boyceau. Boyceau đã viết: "Tất cả mọi thứ, có thể được lựa chọn dù đẹp đến đâu, cũng sẽ bị lỗi nếu chúng không được sắp xếp theo thứ tự và đặt theo tính đối xứng thích hợp." Trong thời gian trị vì của vua Charles II of Anh, nhiều ngôi nhà đồng quê theo phong cách kiến trúc Baroque mới được xây dựng, trong khi ở Anh Thomas Cromwell đã tìm cách phá hủy nhiều khu vườn theo phong cách Tudor, Jacobean và Caroline.

## Thiết kế vườn

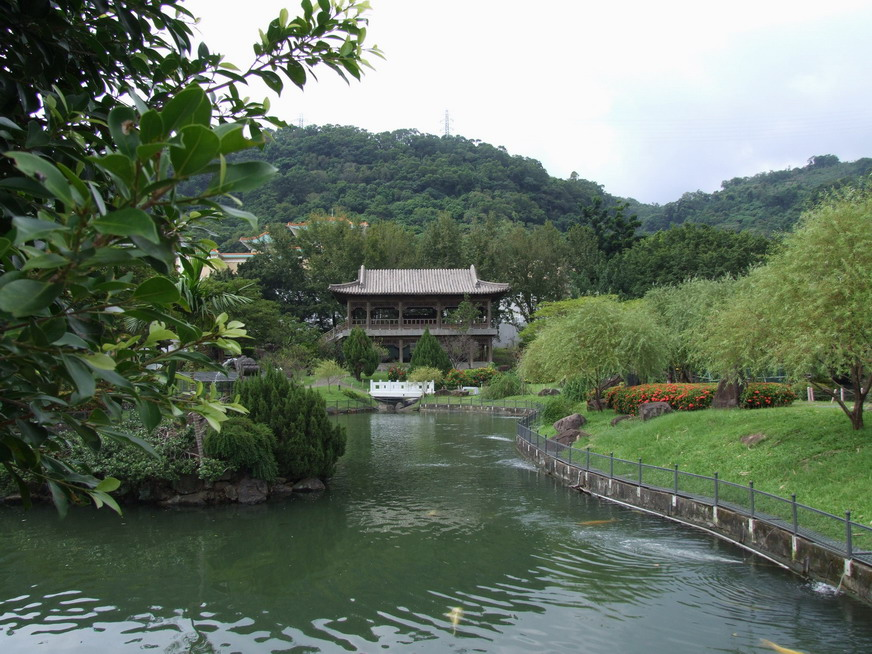
Thiết kế tự nhiên của một khu vườn phong cách Trung Hoa kết hợp với cảnh quan, bao gồm một ngôi nhà nhỏ (pavilion)

Thiết kế vườn là một quá trình tạo ra các phương án cho bố cục và quy hoạch trồng trọt của khu vườn và cảnh quan. Một khu vườn có thể do chủ vườn tự thiết kế hoặc nhờ các chuyên gia thiết kế. Các nhà thiết kế vườn chuyên nghiệp được đào tạo có xu hướng tuân theo các nguyên tắc thiết kế và trồng trọt, đồng thời có kiến thức và kinh nghiệm sử dụng cây trồng nào phù hợp trong khu vườn. Một số nhà thiết kế vườn chuyên nghiệp cũng là các kiến trúc sư cảnh quan, một cấp độ đào tạo chính quy hơn và thường yêu cầu bằng cấp cao và giấy phép từ nhà nước.
Thiết kế vườn chứa nhiều yếu tố bao gồm bố cục cảnh quan cứng, chẳng hạn như lối đi, hàng rào, tường, các đặc điểm nước, khu vực ngồi và sàn, cũng như các loại thực vật và các yêu cầu về chăm sóc, sự xuất hiện theo mùa, tuổi thọ, thói quen sinh học, kích thước, tốc độ phát triển, và sự kết hợp với các loài thực vật và đặc điểm cảnh quan khác. Đa số các khu vườn chứa sự kết hợp giữa các yếu tố tự nhiên và xây dựng, ngay cả những khu vườn rất 'tự nhiên' vẫn luôn có một sự sáng tạo nhân tạo vốn có. Các yếu tố tự nhiên trong khu vườn chủ yếu là hệ thực vật (chẳng hạn như cây cối và cỏ dại), động vật (chẳng hạn như côn trùng và các loài chim), đất, nước, không khí và ánh sáng. Các yếu tố xây dựng bao gồm đường dẫn, sân, sàn, tác phẩm điêu khắc, hệ thống thoát nước, đèn và các tòa nhà (chẳng hạn như lán, gazebo, pergola và folly), ngoài ra còn là các công trình sinh sống như thảm hoa, vườn ao và bãi cỏ.
Khi bảo dưỡng khu vườn, người ta cũng cần cân nhắc theo nhiều khía cạnh. Chẳng hạn, một số khía cạnh cần xem xét đó là tốc độ sinh trưởng của thực vật, khả năng tái sinh từ hạt giống (hàng năm hay lâu năm), thời gian nở hoa, thời gian và chi phí cần thiết để bảo dưỡng khu vườn thường xuyên, và nhiều đặc tính khác. Thiết kế vườn có thể chia thành hai nhóm: vườn chính thức và vườn tự nhiên. Điều quan trọng nhất đối với bất kỳ thiết kế vườn nào là cách khu vườn sẽ được đưa vào sử dụng, tuân thủ theo dạng phong cách thiết kế mong muốn và cách không gian trong vườn nối kết với ngôi nhà hoặc với các cấu trúc khác ở những khu vực xung quanh. Ngân sách là nguyên do mấu chốt trước khi cân nhắc thực hiện. Các hạn chế về ngân sách có thể được giải quyết bằng cách trồng ít thực vật hơn, nên dùng các loại cây có khả năng sinh trưởng nhanh, và sử dụng các vật liệu cảnh quan chi phí thấp hơn. Ngoài ra, các chủ vườn có thể thiết kế khu vườn tùy theo diện tích và thời gian cho phép.
- Vườn Taj Mahal, Ấn Độ
- Các vườn hoàng gia ở Đại cung điện hoàng gia Caserta, Ý
- Vườn Chehel Sotun, Isfahan, Iran
- Ví dụ về một khu vườn gắn liền với một nơi thờ cúng: tu viện ở Monreale, Sicilia, Ý
- Vườn Sunken ở vườn Butchart, Victoria, British Columbia
- Vườn Versailles (Pháp)
- Vườn phía sau ở cung điện Umaid Bhawan ở Jodhpur, Ấn Độ
- Vườn với các đài phun nước, Villa d'Este, Ý
- Vườn ở Colonial Williamsburg, Williamsburg, Virginia, có nhiều giống cây trồng gia truyền.
- Vườn Honbo  ở Chùa Tứ Thiên Vương, thành phố Ōsaka, Ōsaka, Nhật Bản – một ví dụ về một vườn đá Nhật Bản.

## Công dụng

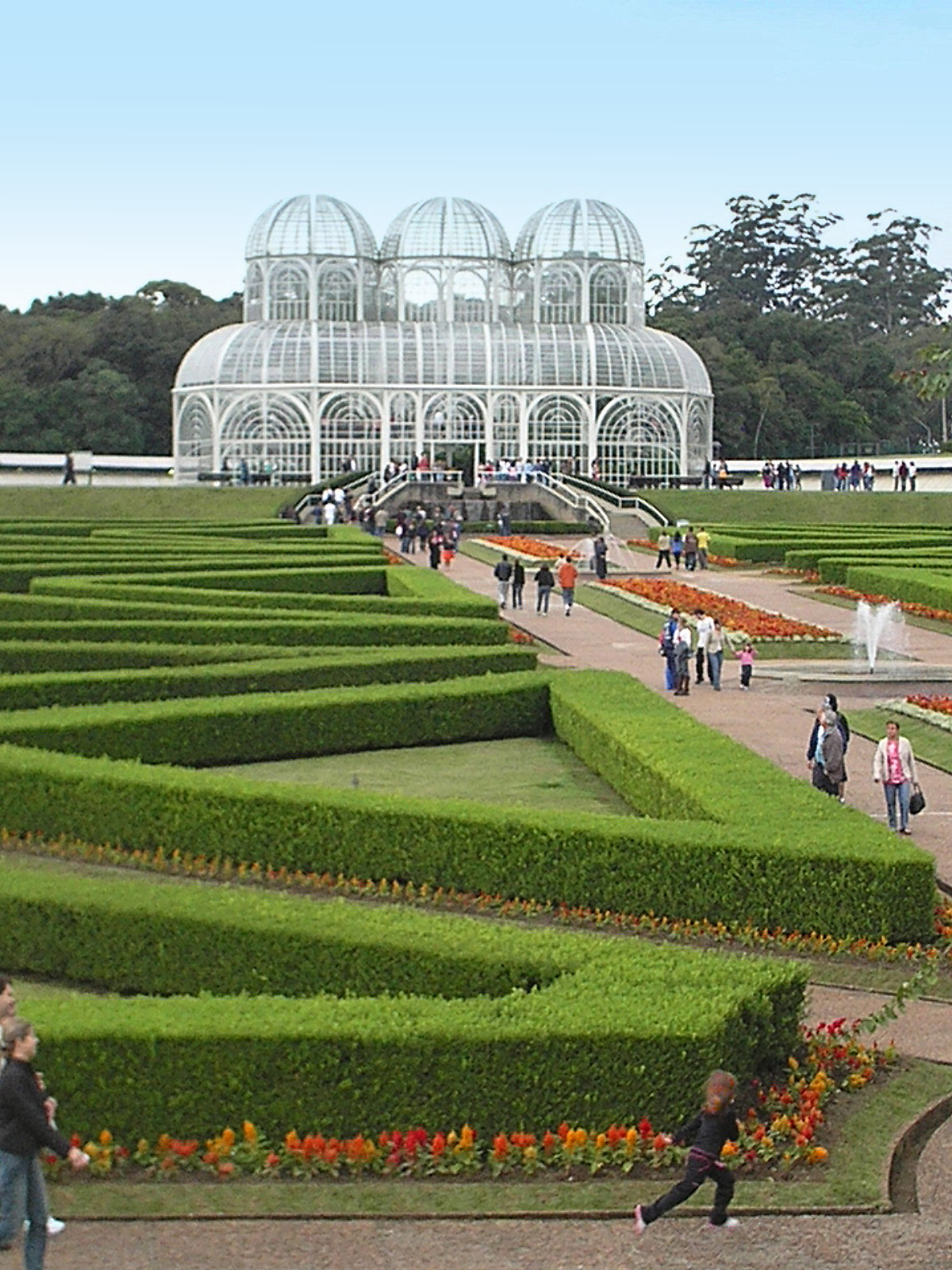
Một phần cảnh quan vườn thực vật Curitiba (Vùng Nam, Brasil): parterre (khoảng trống trong vườn), hoa, đài phun nước, điêu khắc, nhà kính và đường mòn tạo ra không gian giải trí, nghiên cứu và bảo vệ hệ thực vật.

Một khu vườn là nơi chứa nhiều nét thẩm mỹ, mang tính giải trí, và nhiều chức năng hữu ích.
- Gắn kết với thiên nhiên
  - Trồng trọt
  - Học tập trong vườn
- Quan sát thiên nhiên
  - Thưởng ngoạn các loài chim và côn trùng
  - Phản ánh sự thay đổi mùa
- Thư giãn
  - Bữa tối gia đình trên sân thượng
  - Trẻ em chơi trong vườn
  - Đọc và thư giãn trên võng
  - Giữ gìn thảm hoa
  - Làm gốm trong lán
  - Làm lều trong bụi cây
  - Đắm mình trong ánh sáng Mặt Trời ấm áp
  - Thoát khỏi ánh nắng và cái nóng ngột ngạt
- Trồng trọt các sản phẩm hữu ích
  - Hoa cắt cành đem vào nhà để làm đẹp
  - Các loại thảo mộc và rau tươi để nấu ăn

## Các dạng vườn

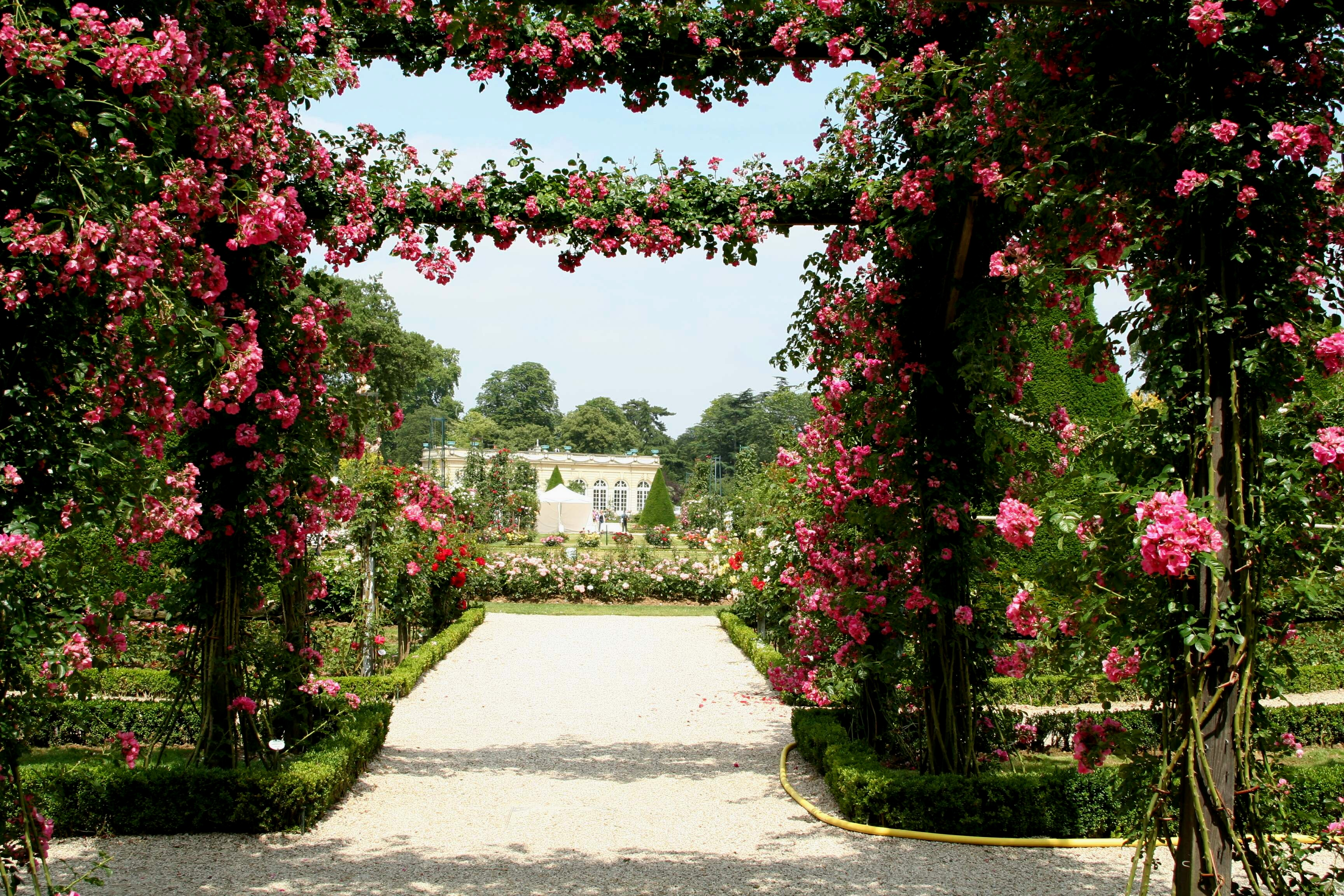
Château de Bagatelle, một vườn hoa hồng ở Paris

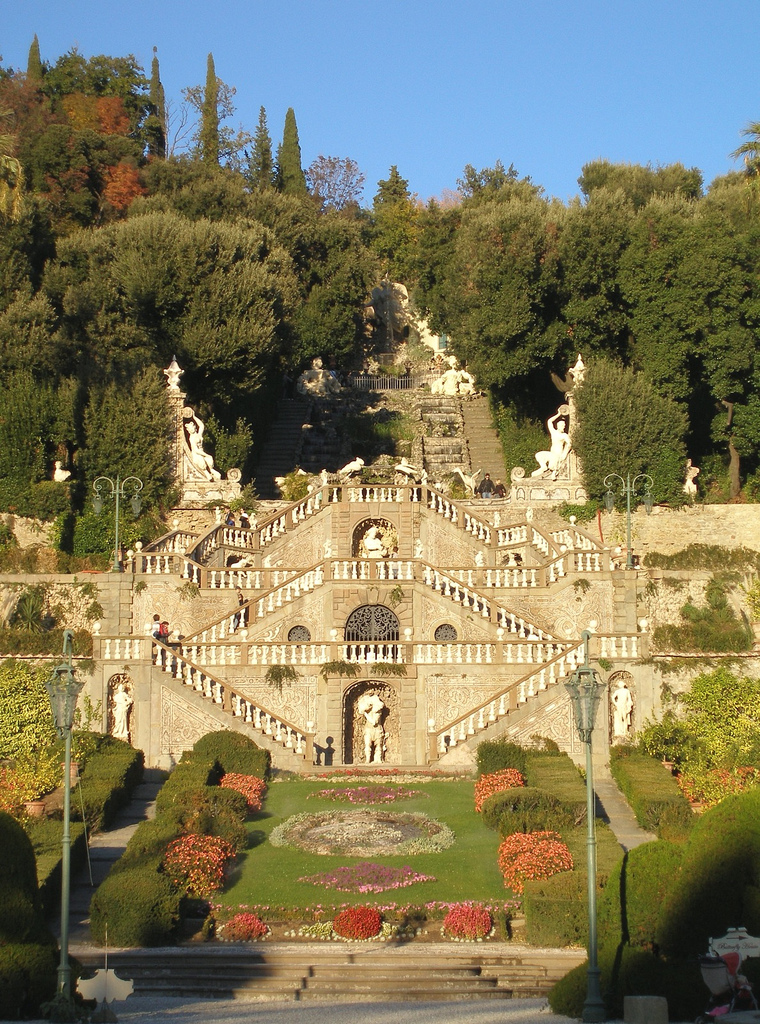
Một vườn Thời phục hưng Ý điển hình ở Villa Garzoni, gần Pistoia

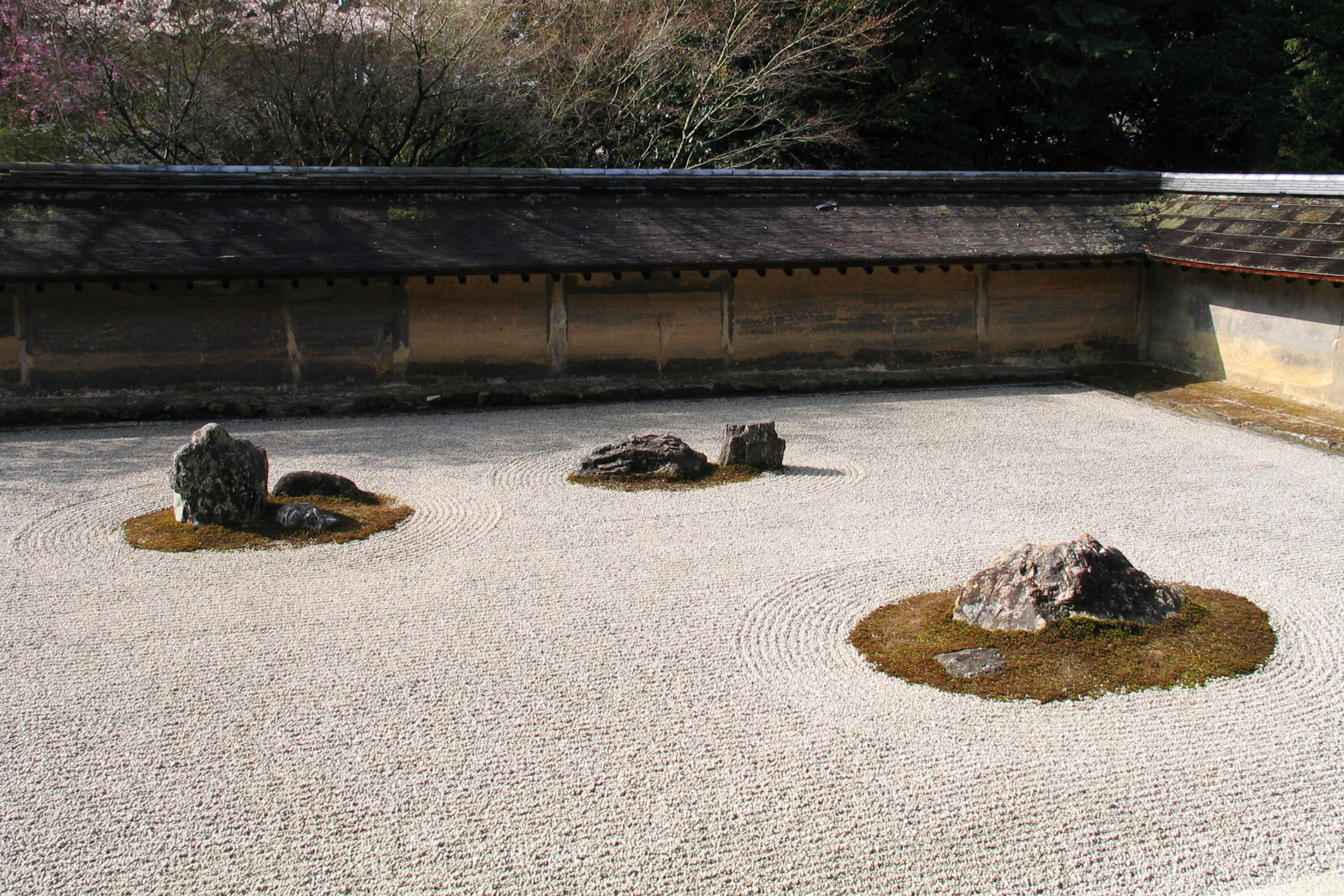
Vườn đá Nhật Bản, Ryōan-ji

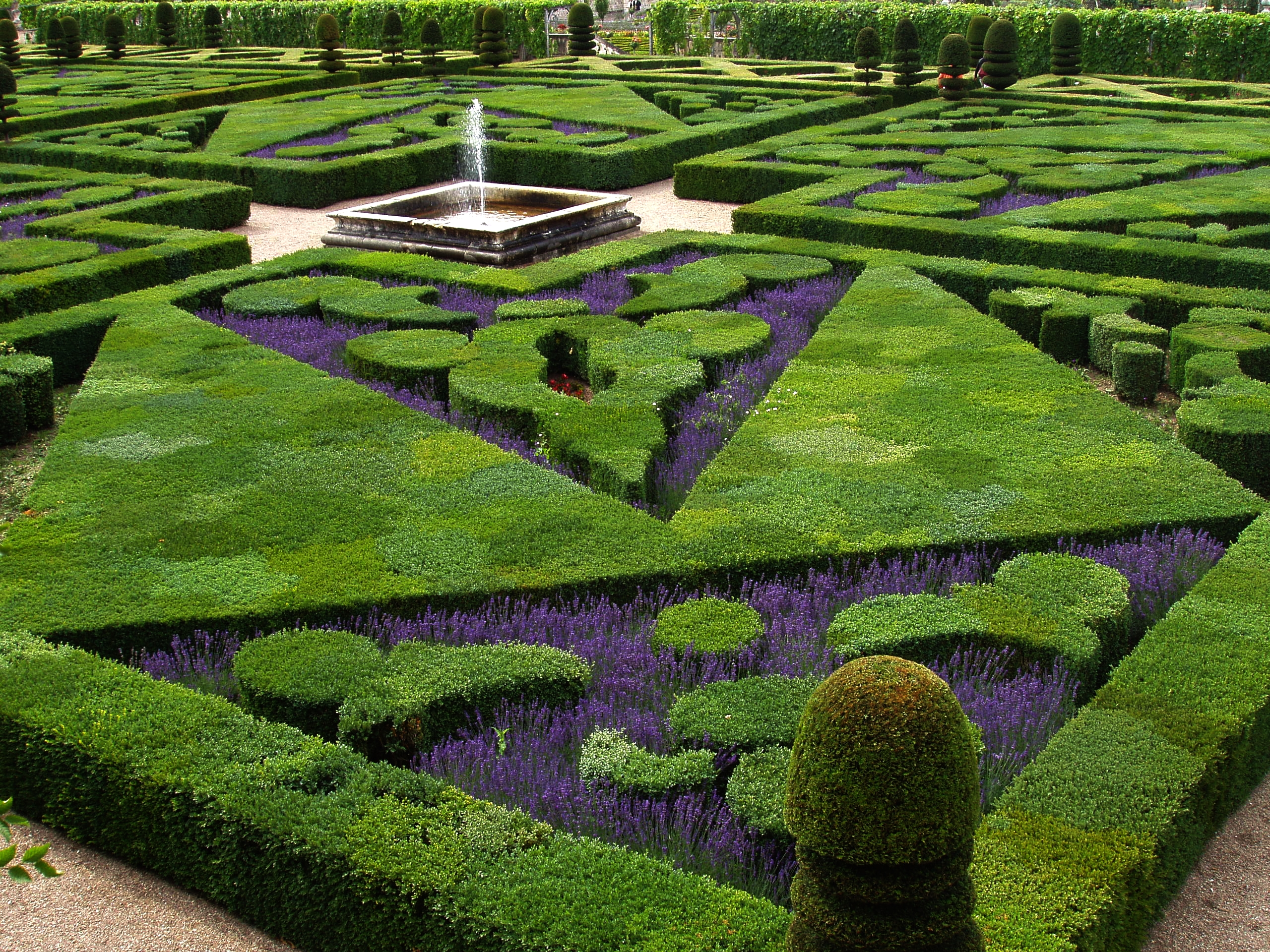
Khu vườn chính thức kiểu Pháp ở thung lũng Loire

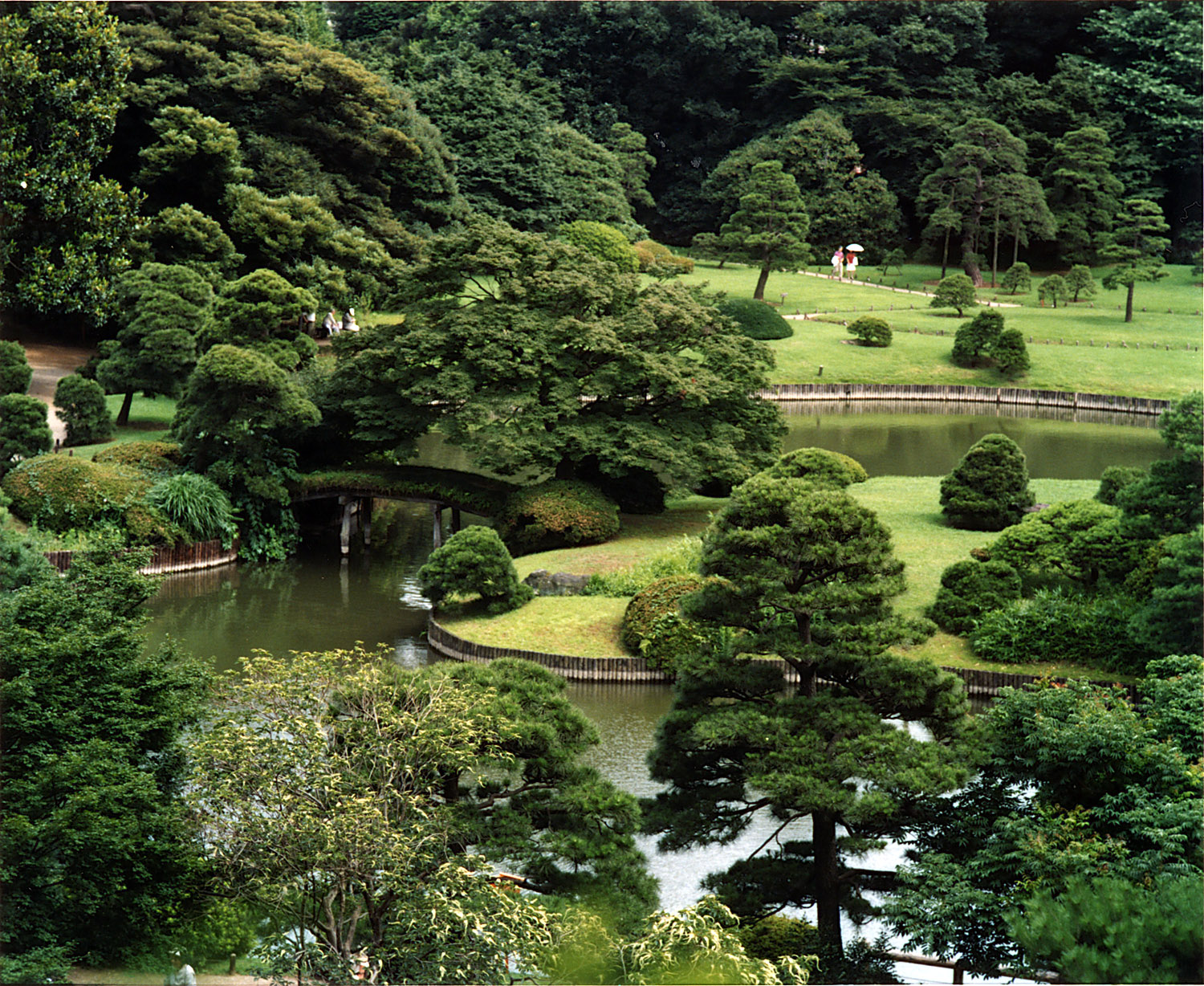
Một kaiyu-shiki hoặc vườn Nhật dùng để đi dạo

Các khu vườn có thể có một loại thực vật hoặc (các) loại thực vật:
- Vườn cây Alpen
- Bog garden
- Vườn xương rồng
- Fernery
- Vườn hoa
- Vườn rau (kitchen garden)
- Vườn cây ăn trái
- Physic garden
- Vườn thụ phấn
- Vườn hoa hồng
- Vườn bóng râm
- Terrarium
- Walled garden
- Vườn nước
- Vườn thế giới hoang dã

Các khu vườn có thể có một phong cách hoặc thẩm mỹ cụ thể:
- Bonsai
- Vườn Trung Hoa
- Vườn sắc màu
- Vườn Hà Lan
- Vườn phong cảnh kiểu Anh
- Vườn chính thức kiểu Pháp
- Vườn cảnh quan kiểu pháp
- Các khu vườn ở thời Phục hưng Pháp
- Vườn Đức
- Vườn Hy Lạp
- Vườn thời Phục hưng Ý
- Vườn Nhật
- Vườn thắt nút
- Vườn Hàn Quốc
- Vườn Mary
- Vườn tu viện
- Vườn Mughal
- Cảnh quan thiên nhiên
- Vườn địa đàng
- Vườn Ba Tư
- Vườn triết học
- Vườn giải trí
- Vườn Roma
- Vườn thiêng
- Vườn giác quan
- Vườn Shakespeare
- Vườn Tây Ban Nha
- Vườn trà
- Vườn trị liệu
- Vườn thử nghiệm
- Vườn nhiệt đới
- Xeriscaping
- Vườn đá Nhật Bản

Các dạng khác:
- Vườn sau
- Vườn bách thảo
- Vườn chai
- Vườn ươm bướm
- Nhà bươm bướm
- Chinampa
- Khung lạnh
- Làm vườn cộng đồng
- Vườn chứa
- Vườn nhỏ
- Vườn cắt cành
- Làm vườn trong rừng
- Sân trước
- Nhà kính
- Tường cây
- Vườn treo (trồng trọt)
- Thủy canh
- Vườn chợ
- Pekarangan
- Vườn mưa
- Raised-bed gardening
- Residential garden
- Vườn đá
- Vườn mái
- Vườn trường học
- Vườn điêu khắc
- Làm vườn bằng foot vuông
- Vườn thử nghiệm
- Vườn chiến thắng
- Vườn có tường bao quanh
- Vườn bách thú

## Vườn và môi trường
Những người làm vườn có thể gây hại môi trường theo cách họ làm vườn, hoặc là họ có thể cải thiện môi trường cục bộ xung quanh. Thiệt hại có thể là trực tiếp phá hủy môi trường sống khi xây dựng nhà cửa và vườn tược; gián tiếp phá hủy môi trường sống và thiếu hụt chuỗi cung ứng vật liệu làm vườn như than bùn, đá cho vườn đá, và bằng cách dùng nước máy tưới tiêu trong các khu vườn; cũng như cái chết của các sinh vật sống trong vườn. Ví dụ, việc giết chết sên lãi và ốc còn có thể kéo theo những kẻ săn mồi của chúng như nhím gai và loài chim turdus philomelos săn sên metaldehyde chết theo do mất mắc xích thức ăn; cái chết của những sinh vật sống bên ngoài khu vườn, chẳng hạn như sự tuyệt chủng của các loài địa phương do những người thu thập thực vật bừa bãi gây nên; cũng như việc thay đổi khí hậu do hiệu ứng khí nhà kính xuất hiện.

### Thay đổi khí hậu
Biến đổi khí hậu có nhiều tác động đến các khu vườn; theo một số nghiên cứu, hầu hết các tác động này là tiêu cực. Các khu vườn cũng góp phần vào sự biến đổi khí hậu. Những người làm vườn có thể tạo ra ra khí nhà kính theo nhiều cách khác nhau. Có ba khí nhà kính chính cần chú ý đó là carbon dioxide, methan và dinitơ monoxit. Người làm vườn tạo ra carbon dioxide trực tiếp từ việc canh tác đất và phá hủy carbon trong đất, bằng cách đốt chất thải trong vườn, bằng cách sử dụng các công cụ năng lượng để đốt nhiên liệu hóa thạch hoặc sử dụng năng lượng được tạo ra từ nhiên liệu hóa thạch, và bằng cách sử dụng than bùn. Những người làm vườn tạo ra khí mê-tan khi nén chặt đất và làm cho đất trở nên yếm khí, và cho phép phân ủ trở nên nén chặt và yếm khí. Người làm vườn tạo ra nitơ oxit bằng cách bón thừa phân bón khi cây trồng không tích cực phát triển để nitơ trong phân được chuyển hóa bởi dinitơ monoxit thành nitơ oxit. Người làm vườn cũng có thể giúp ngăn chặn biến đổi khí hậu bằng nhiều cách, bao gồm việc sử dụng cây cối, bụi rậm, lớp phủ đất (groundcover) và các loại cây lâu năm khác trong vườn, biến chất thải trong vườn thành chất hữu cơ trong đất thay vì đốt, giữ đất và phân ủ có sục khí, tránh than bùn, chuyển từ dụng cụ xài năng lượng sang dụng cụ cầm tay hoặc thay đổi thiết kế vườn để không cần các dụng cụ năng lượng đó, và sử dụng cây cố định đạm thay cho phân đạm.

## Tưới vườn
Một số người làm vườn không cần dùng bất kỳ nguồn nước nào khác từ bên ngoài để chăm sóc các khu vườn. Ở Anh, có một số khu vườn như vậy đó là vườn bách thảo Ventnor ở đảo Wight và các phần của khu vườn của Beth Chatto ở Essex, khu vườn Sticky Wicket ở Dorset, và các khu vườn của Hiệp hội Làm vườn Hoàng gia ở RHS Garden Harlow Carr và RHS Garden Hyde Hall. Vườn mưa là dạng vườn có khả năng hấp thụ nước mưa rơi xuống các bề mặt cứng gần đó và chảy vào hệ thống chứa nước, thay vì chảy vào cống thoát. Để tưới nước cho cây trong vườn, xem một số khái niệm liên quan như nước mưa, tưới phun mưa (irrigation sprinkler), tưới nhỏ giọt, nước máy, nước xám, bơm tay và bình tưới.